# Adão e Eva (filme)
Adão e Eva é um filme de longa-metragem português de 1995, co-produzido por Espanha e França, do género drama e realizado por Joaquim Leitão.

## Enredo
Catarina (Maria de Medeiros) é uma conhecida jornalista da SIC. É bissexual e mantém de momento uma relação com Tê (Ana Bustorff), sendo constantemente atormentada por Helena (Cristina Carvalhal), uma jornalista rival que a acusa de lhe roubar protagonismo. Catarina decide engravidar e escolhe para pai da criança Rafael (Karra Elejalde), um médico e activista espanhol que seduz em Madrid e de quem esconde a sua verdadeira identidade. Ao confirmar a gravidez, rompe a ligação com Tê, que reage violentamente. Rafael acaba por descobrir a identidade e a morada de Catarina e bate-lhe à porta de casa em Lisboa, ao mesmo tempo que Tê a visita. Após uma troca de agressões captada por um fotojornalista, Tê e Rafael acabam no hospital. No meio do turbilhão, Catarina pede ajuda a Francisco (Joaquim de Almeida), apresentador de televisão e ex-marido de Tê, que o director de um novo canal de televisão quer contratar para apresentar um programa com Catarina, intitulado "Adão e Eva". Ambos acabam por desenvolver uma relação amorosa.
Passam-se algumas semanas. Rafael tem alta mas não volta para Espanha, mantendo-se perto da casa de Catarina e insistindo que ambos têm uma ligação e que Catarina não pode estar sozinha agora que vai ser mãe. Tê, fortemente medicada com antidepressivos após sair do hospital psiquiátrico onde se encontrava, está decidida a ajudar Catarina e está eufórica por Francisco estar com ela, mesmo que esta não consiga ignorar Rafael e volte a falar com  ele, o que é mal recebido por Francisco. Ao mesmo tempo, Helena chantageia Catarina com as fotos captadas na sua casa e obriga-a a participar num concurso para o novo canal que esta apresenta e no qual humilha os seus convidados. Francisco consegue fazer o fotojornalista entregar-lhe a única foto que restou e Tê consegue fazer Helena falhar as gravações do programa provocando um acidente de carro, filmando a sua reação e ameaçando divulgar o vídeo se esta voltar a incomodar Catarina. Ambos dirigem-se a casa de Catarina, que fica distraída por vê-los juntos e quase é atropelada, sendo salva por Rafael, que cai no chão inconsciente, mas sobrevive.
A filha de Catarina nasce finalmente e esta decide chamá-la Eva. Quando Tê, Francisco e Rafael são confrontados com as regras do hospital que só permitem que o pai da criança a veja, Tê responde: "somos os três o pai da criança".

## Elenco
- Maria de Medeiros.... Catarina Meneses
- Joaquim de Almeida.... Francisco
- Karra Elejalde.... Rafael
- Ana Bustorff.... Te
- Cristina Carvalhal.... Helena Amado
- Marcantonio Del Carlo.... Ricardo
- Filipe Crawford.... Guilherme
- Rogério Samora.... apresentador do game show
- Júlio César .... Queirós
- Cândido Ferreira.... jornalista
- Ricardo Pais.... produtor
- Cristina Collado .... Ana
- Francisco Pestana .... Morais

## Produção
- "Adão e Eva" foi o primeiro filme português cuja produção foi iniciada já com data de estreia. Foi também o primeiro filme a ser co-produzido pela SIC, incluindo várias filmagens nos estúdios do canal de Carnaxide.
- A banda sonora foi composta por Pedro Abrunhosa, que se estreou na produção de música para cinema e que compôs a canção "Se eu Fosse um Dia o teu olhar" de propósito para o filme, que faria parte do álbum Tempo.
- O filme foi transmitido na SIC sob o formato de mini-série em três episódios, tendo esta incluído algumas cenas cortadas da versão que foi exibida nas salas.

## Recepção e Prémios
- Foi o primeiro filme a ser premiado na cerimónia dos Globos de Ouro, que teve a sua primeira edição em 1996, sendo distinguido nas categorias de melhor filme, melhor realizador, melhor actor (Joaquim de Almeida) e melhor actriz (Maria de Medeiros).
- Devido à vasta campanha de marketing promovida pela SIC (líder absoluto de audiências na época), aos elenco sonante e à participação de Pedro Abrunhosa, "Adão e Eva" foi um sucesso de bilheteira, tornando-se na altura o filme português mais visto de sempre com mais de 250 mil espectadores. Em Espanha, o filme passou a barreira dos 70 mil espectadores.